# Microsania hebridensis
Microsania hebridensis är en tvåvingeart som beskrevs av Chandler 1994. Microsania hebridensis ingår i släktet Microsania och familjen svampflugor.
Artens utbredningsområde är Vanuatu. Inga underarter finns listade i Catalogue of Life.